# Kfar Chajim

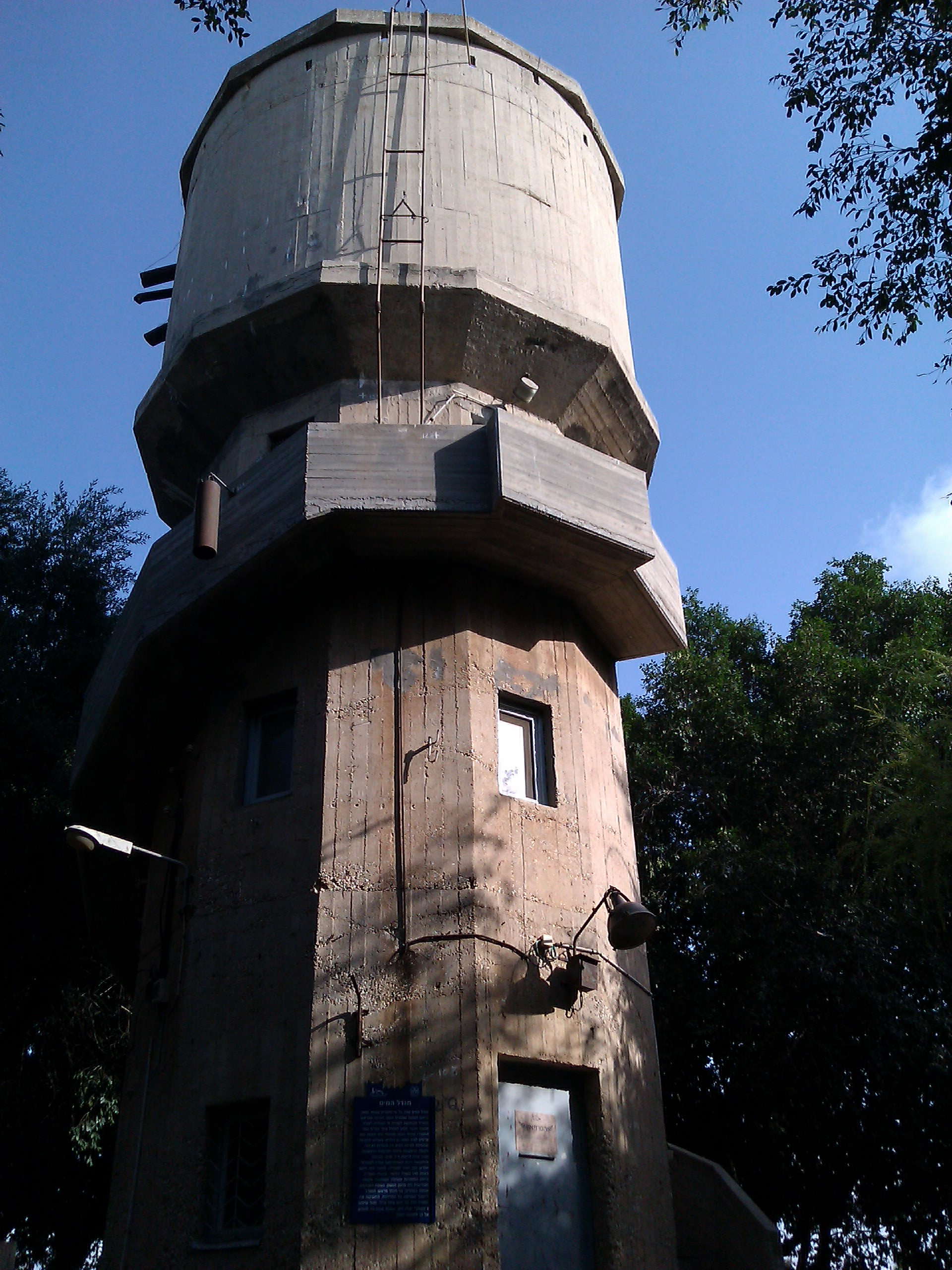

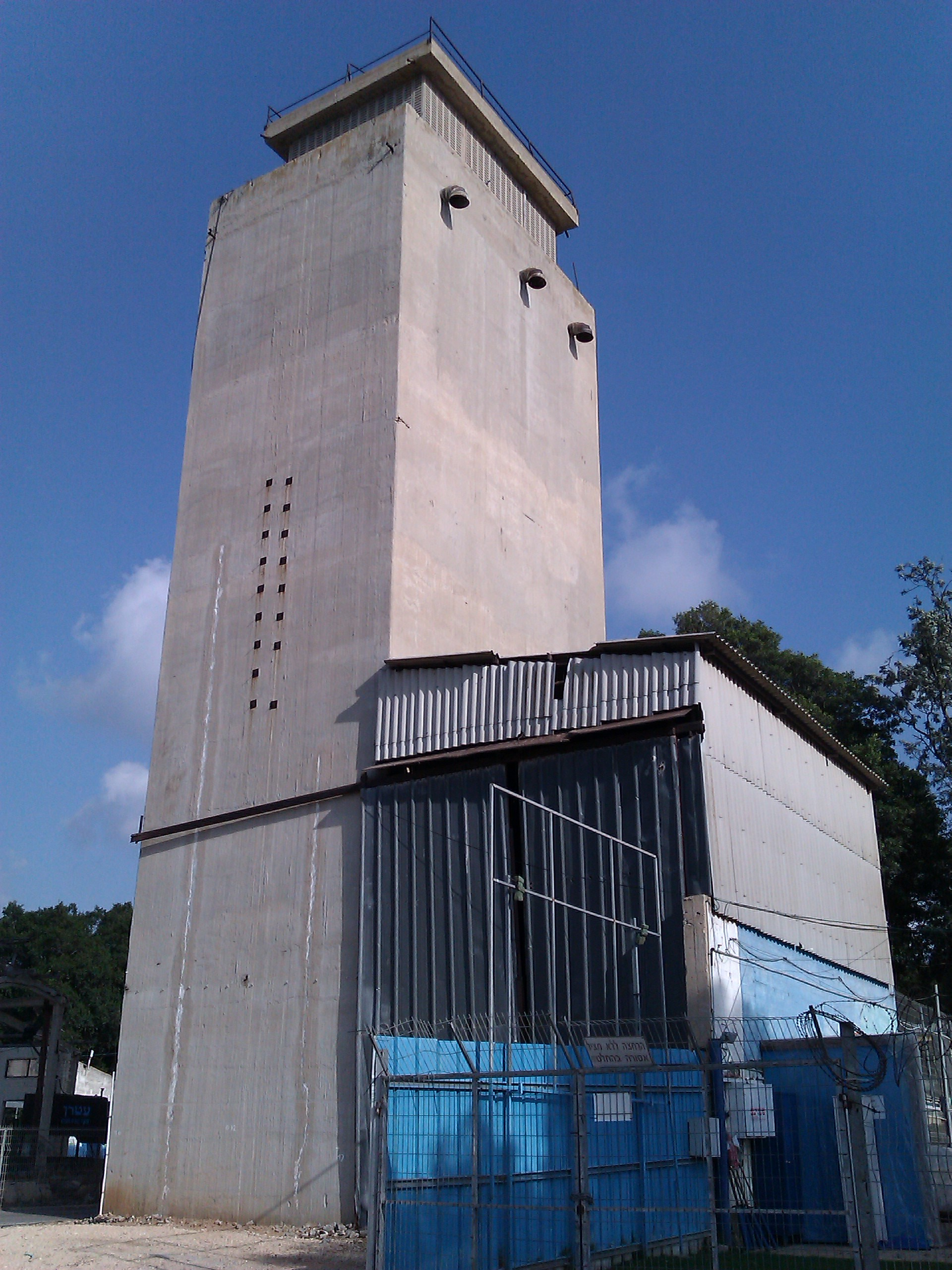

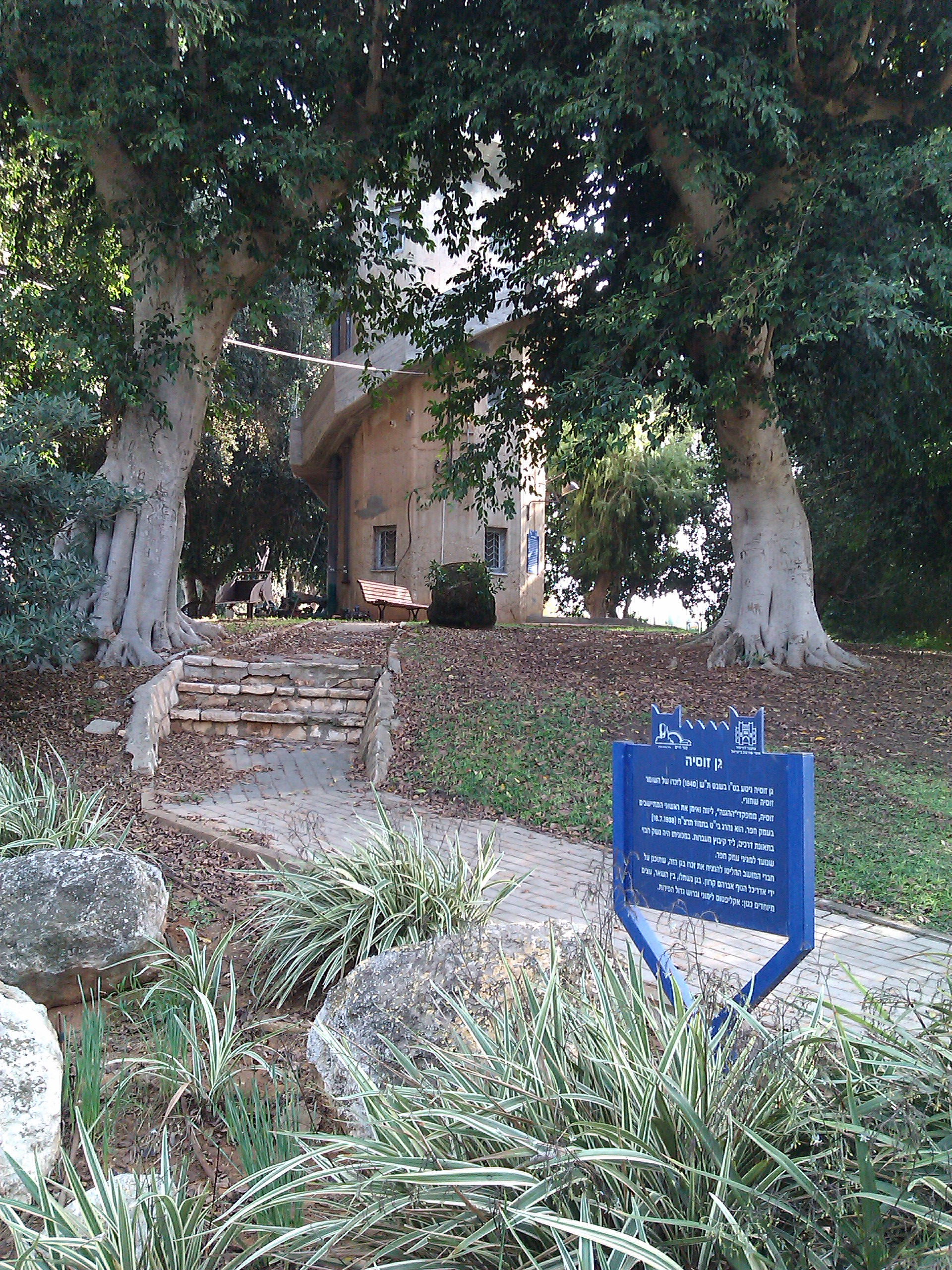

Kfar Chajim (hebrejsky כְּפַר חַיִּים, doslova „Chajimova vesnice“, v oficiálním přepisu do angličtiny Kefar Hayyim, přepisováno též Kfar Haim) je vesnice typu mošav v Izraeli, v Centrálním distriktu, v Oblastní radě Emek Chefer.

## Geografie
Leží v nadmořské výšce 23 metrů v hustě osídlené a zemědělsky intenzivně využívané pobřežní nížině respektive Šaronské planině. Západně od vesnice prochází vádí Nachal Avichajil.
Obec se nachází 5 kilometrů od břehu Středozemního moře, cca 32 kilometrů severovýchodně od centra Tel Avivu, cca 51 kilometrů jihojihozápadně od centra Haify a 10 kilometrů jižně od města Chadera. Kfar Chajim obývají Židé, přičemž osídlení v tomto regionu je etnicky převážně židovské. Spolu se sousedními vesnicemi Ma'abarot, Mišmar ha-Šaron, Hadar Am, Kfar Jedidja a Bejt Jicchak-Ša'ar Chefer vytváří souvislý severojižní pás zemědělských sídel táhnoucí se až k okraji města Netanja.
Kfar Chajim je na dopravní síť napojen pomocí dálnice číslo 4.

## Dějiny
Kfar Chajim byl založen v roce 1933. Zakladateli vesnice byla skupina Židů z Ruska a Polska, která se zde usadila 16. června 1933. Mošav je pojmenován podle sionistického politika Chajima Arlozorova, který byl v době založení této vesnice zavražděn.
Před rokem 1949 měl mošav rozlohu katastrálního území 1 597 dunamů (1,597 kilometru čtverečního).

## Demografie
Podle údajů z roku 2014 tvořili naprostou většinu obyvatel v Kfar Chajim Židé (včetně statistické kategorie "ostatní", která zahrnuje nearabské obyvatele židovského původu ale bez formální příslušnosti k židovskému náboženství).
Jde o menší sídlo vesnického typu s dlouhodobě rostoucí populací. K 31. prosinci 2014 zde žilo 595 lidí. Během roku 2014 populace stoupla o 0,2 %.
| Rok            | 1948 | 1961 | 1972 | 1983 | 1995 | 2001 | 2003 | 2004 | 2005 | 2006 | 2007 | 2008 | 2009 | 2010 | 2011 | 2012 | 2013 | 2014 |
| -------------- | ---- | ---- | ---- | ---- | ---- | ---- | ---- | ---- | ---- | ---- | ---- | ---- | ---- | ---- | ---- | ---- | ---- | ---- |
| Počet obyvatel | 372  | 358  | 332  | 389  | 483  | 451  | 470  | 467  | 485  | 500  | 528  | 530  | 608  | 591  | 590  | 618  | 594  | 595  |